# Here Comes the Kraken
Here Comes the Kraken é uma banda mexicana formada no ano de 2007 na cidade de Aguascalientes. Brutalidade "insana" nas suas faixas, vocais que vão do gutural mais macabro ao rasgado, riffs técnicos e ao mesmo tempo rápidos e bem cadenciados baixo presente em todas as faixas, se destacando e aprimorando mais ainda a bateria, que é um dos fortes da banda. Depois da turnê europeia o vocalista TTS anunciou sua saída, dando lugar ao atual vocalista Daniel Weber. Em 2012 por motivos desconhecidos Daniel saiu da banda e deu o lugar ao vocalista original TTS.

## Membros

### Formação atual
- TTS - vocais
- Alex - guitarras
- Tore - guitarras
- Alexa - baixo
- Denis - bateria

### Ex-membros
- Daniel Weber - vocais
- Mike - vocais
- Fredy - baixo

## Discografia
- 2007 - .Demo
- 2009 - .Here Comes the Kraken
- 2009 - .The Omen (single)
- 2010 - .The Omen (EP)
- 2011 -.Hate, Greed and Death